# 第67回皐月賞
第67回皐月賞は、2007年4月15日に中山競馬場で行われた競馬の競走である。

## 出走馬の状況

### トライアル競走の結果
第44回報知杯弥生賞 GII (2007年3月4日)
- 中山・芝2000ⅿで施行[1]。
- 3着以内に優先出走権が与えられる。
- そのほかの皐月賞出走馬の戦歴：モチ(6枠10番) - 10着[1]。

| 着順 | 競走馬名           | 性齢 | 騎手     | タイム | 着差     |
| ---- | ------------------ | ---- | -------- | ------ | -------- |
| 1    | アドマイヤオーラ   | 牡3  | 武豊     | 2.00.5 | -        |
| 2    | ココナッツパンチ   | 牡3  | 吉田豊   | 2.00.5 | クビ     |
| 3    | ドリームジャーニー | 牡3  | 蛯名正義 | 2.00.8 | 1馬身3/4 |
|      |                    |      |          |        |          |
| 4    | メイショウレガーロ | 牡3  | 武幸四郎 | 2:00.9 | 1/2      |
| 5    | サムライタイガース | 牡3  | 後藤浩輝 | 2:01.5 | 3馬身1/2 |

若葉ステークス (2007年3月17日)
- 阪神・芝2000ⅿで施行[2]。
- 2着以内に優先出走権が与えられる。

| 着順 | 競走馬名           | 性齢 | 騎手     | タイム | 着差  |
| ---- | ------------------ | ---- | -------- | ------ | ----- |
| 1    | ヴィクトリー       | 牡3  | 岩田康誠 | 2.01.2 | -     |
| 2    | サンライズマックス | 牡3  | 池添謙一 | 2.01.2 | クビ  |
|      |                    |      |          |        |       |
| 3    | ナタラージャ       | 牡3  | 武豊     | 2.01.7 | 3馬身 |
| 4    | マイネルアナハイム | 牡3  | 武幸四郎 | 2:01.9 | 1馬身 |

第56回フジテレビ賞スプリングステークス GII (2007年3月18日)
- 中山・芝1800ⅿで施行[3]。
- 3着以内に優先出走権が与えられる。
- そのほかの皐月賞出走馬の戦歴：サンツェッペリン(2枠2番) - 8着、フェラーリピサ(7枠8番) - 9着[3]。

| 着順 | 競走馬名           | 性齢 | 騎手     | タイム | 着差     |
| ---- | ------------------ | ---- | -------- | ------ | -------- |
| 1    | フライングアップル | 牡3  | 横山典弘 | 1.49.0 | -        |
| 2    | マイネルシーガル   | 牡3  | 後藤浩輝 | 1.49.1 | 3/4      |
| 3    | エーシンピーシー   | 牡3  | 蛯名正義 | 1.49.2 | 1/2      |
|      |                    |      |          |        |          |
| 4    | ショウワモダン     | 牡3  | 勝浦正樹 | 1:49.5 | 1馬身3/4 |
| 5    | スクリーンヒーロー | 牡3  | 木幡初広 | 1:49.5 | クビ     |

## 出走馬の状況と単勝人気
8番人気までの各出走馬と皐月賞で5着内に入った計10馬について、皐月賞以前の戦績をまとめる。
- アドマイヤオーラ - 1番人気。騎手は武豊。父はアグネスタキオン、母はビワハイジ。デビュー戦を1着で飾ると、報知杯中京2歳ではダイワスカーレットに次ぐ2着。2007年に初めて挑んだ重賞シンザン記念でG3初勝利を飾る。さらに、弥生賞で重賞2勝目を挙げて、皐月賞の優先出走権を確保。皐月賞出走時の戦績は、4戦3勝(うち重賞2勝)、2着1回[4]。
- フサイチホウオー - 2番人気。騎手は安藤勝己。父はジャングルポケット、母はアドマイヤサンデー。デビュー戦を1着で飾ると、東京スポーツ杯2歳ステークスで重賞初勝利。ラジオNIKKEI杯2歳S、共同通信杯も勝利で飾り、皐月賞出走時の戦績は4戦4勝(うち重賞3勝)[5]。
- ドリームジャーニー - 3番人気。騎手は蛯名正義。父はステイゴールド、母はオリエンタルアート。デビュー戦を1着で飾り、3戦目となった東京スポーツ杯2歳ステークスでは、フサイチホウオー 、フライングアップルに次ぐ3着となる。続いて挑んだ朝日杯フューチュリティSでG1初勝利を収めた。その後、弥生賞で3着に入り、滑り込みで優先出走権を確保。皐月賞出走時の戦績は5戦3勝(うちG1・1勝)、3着2回[6]。
- ココナッツパンチ - 4番人気。騎手は吉田豊。父はマンハッタンカフェ、母はココパシオン。デビュー戦を1着で飾り、続く弥生賞で2着に入って優先出走権を確保。皐月賞出走時の戦績は2戦1勝、2着1回[7]。
- ナムラマース - 5番人気。騎手は藤岡佑介。父はチーフベアハート、母はビストロドゥパリ。函館2歳新馬のデビュー戦を5着。その後、函館で未勝利戦に進むが、3戦連続で2着を取り続け、8月19日に札幌で行われた未勝利戦で初勝利。コスモス賞(OP)では騎手を藤岡に変え、2勝目。札幌2歳S(G3)で重賞初勝利を飾る。その後、騎手をペリエに変更するが、ラジオNIKKEI杯で3着、きさらぎ賞で2着と勝利には後一歩及ばなかった。藤岡に騎手を戻して挑んだ毎日杯で重賞2勝目を飾る。皐月賞出走時の戦績は、10戦4勝(うち重賞2勝)、2着4回、3着1回、掲示板1回[8]。
- アサクサキングス - 6番人気。騎手は武幸四郎。父はホワイトマズル、母はクルーピアスター。デビュー後2連勝のまま挑んだラジオNIKKEI杯は5位に沈むが、続くきさらぎ賞で重賞初勝利。皐月賞出走時の戦績は、4戦3勝(うち重賞1勝)、掲示板1回[9]。
- ヴィクトリー - 7番人気。騎手は田中勝春。父はブライアンズタイム、母はグレースアドマイヤ。デビュー戦は鞍上武豊で勝利を飾り、続くラジオNIKKEI杯で2着。騎手を岩田康誠に変更して挑んだ若葉ステークスで1着となり、皐月賞の優先出走権を手にする。皐月賞出走時の戦績は、3戦2勝、2着1回[10]。
- フライングアップル - 8番人気。騎手は横山典弘。父はRahy(外国産馬)、母はローザロバータ。デビュー戦では2着となるも、翌月の未勝利戦で1着。4戦目となる東京スポーツ杯2歳ステークスでは、アドマイヤオーラにつぐ2着となった。朝日杯フューチュリティS、共同通信杯ではそれぞれ、4着、3着と勝利から遠のいていたが、騎手を岩田から横山に変更したスプリングステークスで１着となり、重賞初勝利。皐月賞出走時の戦績は、7戦3勝(うち重賞1勝)、2着2回、3着1回、掲示板1回[11]。
- メイショウレガーロ - 11番人気。騎手は福永祐一。父はマンハッタンカフェ。母はコッコレ。9月の札幌2歳未勝利戦で初勝利を収め、京成杯2着、弥生賞4着。皐月賞出走時の戦績は、5戦2勝、2着2回、掲示板1回[12]。
- サンツェッペリン - 15番人気。騎手は松岡正海。父はテンビー、母はプラントオジジアン。10月の東京2歳未勝利で初勝利を収め、ホープフルステークスで2着。続く京成杯で2勝目、かつ重賞初勝利を挙げた。直前のスプリングステークスでは8着に沈む。皐月賞出走時の戦績は、8戦2勝(うち重賞1勝)、2着2回、掲示板1回[13]。

## 出走馬と枠順
| 枠番 | 馬番 | 競走馬名           | 性齢 | 騎手     | オッズ        | 調教師     |
| ---- | ---- | ------------------ | ---- | -------- | ------------- | ---------- |
| 1    | 1    | フサイチホウオー   | 牡3  | 安藤勝己 | 3.7（2人）    | 松田国英   |
| 1    | 2    | ローレルゲレイロ   | 牡3  | 藤田伸二 | 30.7（9人）   | 昆貢       |
| 2    | 3    | マイネルシーガル   | 牡3  | 後藤浩輝 | 67.0（12人）  | 国枝栄     |
| 2    | 4    | ブラックシャンツェ | 牡3  | 上村洋行 | 243.2（18人） | 長浜博之   |
| 3    | 5    | フェラーリピサ     | 牡3  | 岩田康誠 | 94.9（14人）  | 白井寿昭   |
| 3    | 6    | ドリームジャーニー | 牡3  | 蛯名正義 | 8.5（3人）    | 池江泰寿   |
| 4    | 7    | サンライズマックス | 牡3  | 池添謙一 | 79.5（13人）  | 増本豊     |
| 4    | 8    | ナムラマース       | 牡3  | 藤岡佑介 | 12.0（5人）   | 福島信晴   |
| 5    | 9    | サンツェッペリン   | 牡3  | 松岡正海 | 100.6（15人） | 斎藤誠     |
| 5    | 10   | メイショウレガーロ | 牡3  | 福永祐一 | 54.0（11人）  | 小島太     |
| 6    | 11   | ニュービギニング   | 牡3  | 四位洋文 | 46.7（10人）  | 池江泰郎   |
| 6    | 12   | アサクサキングス   | 牡3  | 武幸四郎 | 16.0（6人）   | 大久保龍志 |
| 7    | 13   | モチ               | 牡3  | 川田将雅 | 150.1（17人） | 田中章博   |
| 7    | 14   | エーシンピーシー   | 牡3  | 柴田善臣 | 134.9（16人） | 久保田貴士 |
| 7    | 15   | アドマイヤオーラ   | 牡3  | 武豊     | 2.7（1人）    | 松田博資   |
| 8    | 16   | フライングアップル | 牡3  | 横山典弘 | 19.4（8人）   | 藤沢和雄   |
| 8    | 17   | ヴィクトリー       | 牡3  | 田中勝春 | 17.3（7人）   | 音無秀孝   |
| 8    | 18   | ココナッツパンチ   | 牡3  | 吉田豊   | 10.2（4人）   | 大久保洋吉 |

## レース展開
中山競馬場の天気は晴れ、馬場コンディションは良馬場でレースが進められた。
逃げ宣言をしていたサンツェッペリンがまず先頭に立ち、アドマイヤオーラとフサイチホウオーが1コーナーを14番手前後で回り、ドリームジャーニーがこの両馬を見る位置で、2コーナーでヴィクトリーが先頭に並び、前半の1000メートル通過が59秒4とハイペースになった。アドマイヤオーラは後方を、フサイチホウオーは中団を行っていた。人気馬同士の牽制で他の馬が後方を気にしている間に、先行した2頭が3番手以下に10馬身ほど引き離し、決してペースが遅くはなかったのが、このリードが最後に大きかった。第4コーナーを回って最後の直線、サンツェッペリンに抜かれたかに見えたヴィクトリーがもう一度差し返す、そしてサンツェッペリンとヴィクトリーにフサイチホウオーが猛然と追い込んで3頭並んでゴール。写真判定の末、最内にいたヴィクトリーが制した。

## 着順と払戻金

### レース着順
| 着順 | 枠番 | 馬番 | 競走馬名           | タイム | 着差  | 騎手     | 人気 |
| ---- | ---- | ---- | ------------------ | ------ | ----- | -------- | ---- |
| 1    | 8    | 17   | ヴィクトリー       | 1:59.9 | -     | 田中勝春 | 7    |
| 2    | 5    | 9    | サンツェッペリン   | 1:59.9 | ハナ  | 松岡正海 | 15   |
| 3    | 1    | 1    | フサイチホウオー   | 1:59.9 | ハナ  | 安藤勝己 | 2    |
| 4    | 7    | 15   | アドマイヤオーラ   | 2:00.1 | 1 1/2 | 武豊     | 1    |
| 5    | 5    | 10   | メイショウレガーロ | 2:00.2 | 1/2   | 福永祐一 | 11   |
| 6    | 1    | 2    | ローレルゲレイロ   | 2:00.2 | クビ  | 藤田伸二 | 9    |
| 7    | 6    | 12   | アサクサキングス   | 2:00.4 | 1     | 武幸四郎 | 6    |
| 8    | 3    | 6    | ドリームジャーニー | 2:00.5 | クビ  | 蛯名正義 | 3    |
| 9    | 8    | 18   | ココナッツパンチ   | 2:00.5 | クビ  | 吉田豊   | 4    |
| 10   | 2    | 3    | マイネルシーガル   | 2:00.6 | 1/2   | 後藤浩輝 | 12   |
| 11   | 4    | 8    | ナムラマース       | 2:00.8 | 1 1/4 | 藤岡佑介 | 5    |
| 12   | 8    | 16   | フライングアップル | 2:01.0 | 1 1/2 | 横山典弘 | 8    |
| 13   | 4    | 7    | サンライズマックス | 2:01.1 | 1/2   | 池添謙一 | 13   |
| 14   | 2    | 4    | ブラックシャンツェ | 2:01.2 | 1/2   | 上村洋行 | 18   |
| 15   | 6    | 11   | ニュービギニング   | 2:01.3 | 1/2   | 四位洋文 | 10   |
| 16   | 3    | 5    | フェラーリピサ     | 2:01.3 | ハナ  | 岩田康誠 | 14   |
| 17   | 7    | 13   | モチ               | 2:01.8 | 3     | 川田将雅 | 17   |
| 18   | 7    | 14   | エーシンピーシー   | 2:02.1 | 2     | 柴田善臣 | 16   |

### データ
| ハロンタイム    | 12.2 - 11.2 - 12.1 - 11.6 - 12.3 - 12.3 - 12.3 - 11.6 - 12.0 - 12.3 |
| 1000m通過タイム | 59.4秒（ヴィクトリー）                                              |
| 上がり4ハロン   | 48.2秒                                                              |
| 上がり3ハロン   | 35.9秒                                                              |

### 払戻金
| 単勝式 | 17     | 1,730円     |
| 複勝式 | 17     | 590円       |
| 複勝式 | 9      | 2,110円     |
| 複勝式 | 1      | 190円       |
| 枠連   | 5-8    | 6,360円     |
| 馬連   | 9-17   | 94,630円    |
| ワイド | 9-17   | 20,070円    |
| ワイド | 1-17   | 1,190円     |
| ワイド | 1-9    | 8,230円     |
| 馬単   | 17-9   | 178,340円   |
| 3連複  | 1-9-17 | 205,370円   |
| 3連単  | 17-9-1 | 1,623,250円 |

払戻金は、馬連・馬単・ワイド・三連複・三連単は皐月賞史上最高額となった。

## レースの記録
- 優勝馬ヴィクトリー。音無秀孝調教師と田中勝春騎手はともに初勝利。同馬はその後12連敗して1勝も出来なかった。
- 田中勝春騎手はヤマニンゼファーで勝った1992年安田記念以来、G1/Jpn1連敗記録(139敗)を更新中だった[16]。しかし、ヴィクトリーの勝利で連敗はストップし、15年ぶりの中央競馬のGI/JpnI制覇となった[15]。（それ以前にGI競走は全日本2歳優駿（地方競馬・川崎）で勝利している）
- 6着ローレルゲレイロ。翌々年高松宮記念、スプリンターズステークスを制した[17]。
- 7着アサクサキングス。この後、日本ダービー2着で秋の菊花賞を制す[18]。
- 8着ドリームジャーニー。翌々年宝塚記念と有馬記念を制す[19]。三冠馬オルフェーヴルの兄。
- 外国産馬の出走枠が6頭に拡大。
- 国際セリ名簿基準委員会(ICSC)の勧告によりJpn1に重賞格付けを変更[20]。2010年にG1に戻る。

## テレビ・ラジオ中継
- ラジオNIKKEI
  - 実況：佐藤泉
- フジテレビ
  - 実況：青嶋達也
  - 勝利ジョッキーインタビュー：塩原恒夫